# Phoenixville (Pennsylvanie)

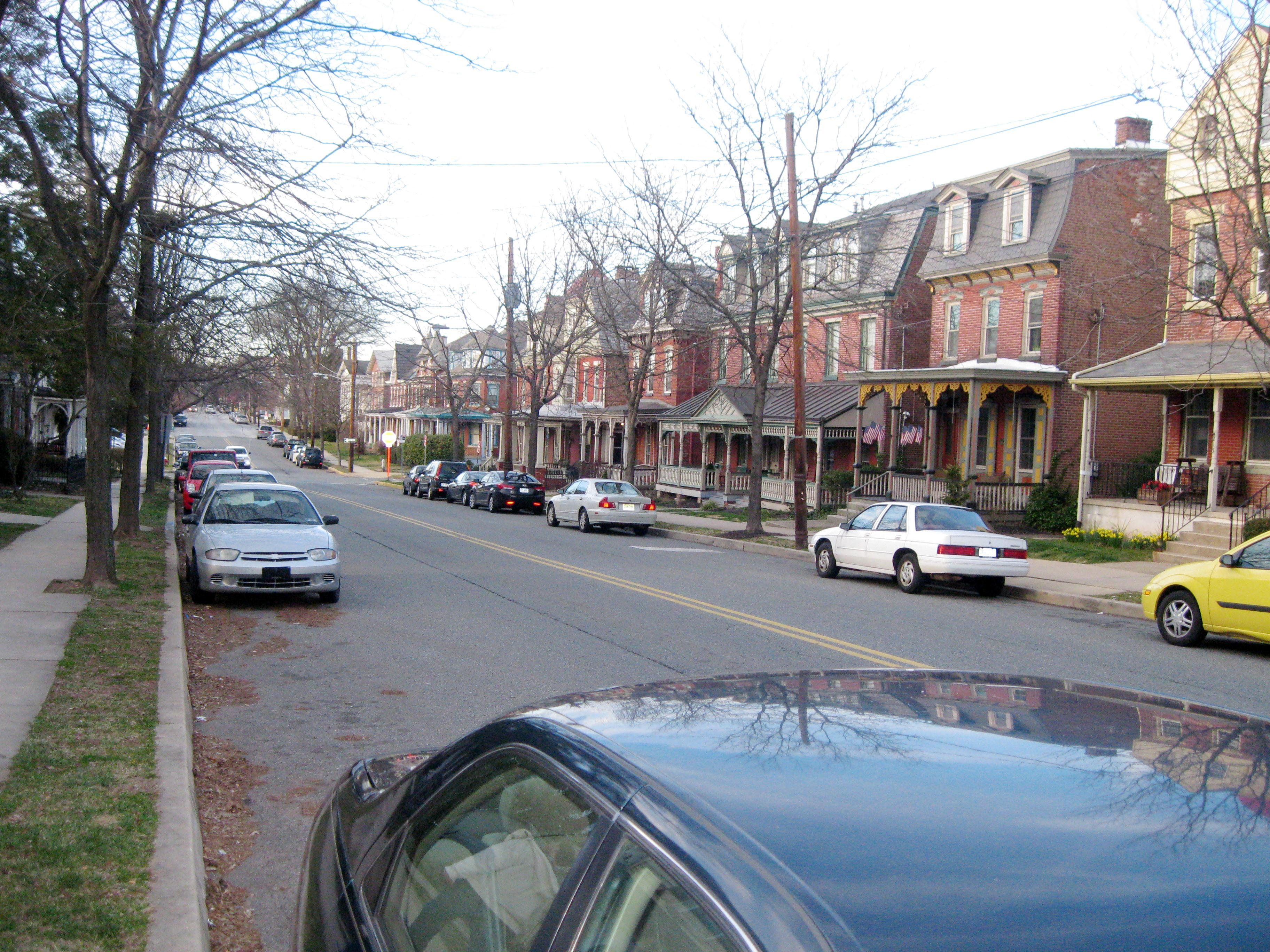
Main street.

Phoenixville est un borough des États-Unis, située dans le comté de Chester de l'État de Pennsylvanie. 
Il se trouve à 45 km au nord-ouest de Philadelphie, et est traversé par la Schuylkill. Sa population a été évaluée à 18 602 habitants lors du recensement des États-Unis de 2020.

## Personnalités
- Napoléon XIV (1938-2023), chanteur, auteur-compositeur, producteur de disques et agent artistique américain, est mort à Phoenixville.